# Ide maca oko tebe
Ide maca oko tebe je veoma popularna dečija igra i spada u dečije igre. 

## Pravila igre
Sva deca  sede u krugu, dok jedan obilazi oko njih sa maramicom u ruci i peva:
"Ide maca oko tebe, 
pazi da te ne ogrebe, 
čuvaj mišo rep, 
nemoj biti slep,
ako budeš slep,
otpašće ti rep!" 
Simbolično cela grupa predstavlja miševe, a dete koje ih obilazi je maca. Na kraju pesme maca ostavlja predmet - maramicu. Svako dete pazi da mu iza leđa ne stavi maramicu - umesto repa, jer mora brzo da je uzme, optrči krug i vrati se na mesto. I dete koje je obilazilo-maca, takođe trči da zauzme slobodno mesto.